# Trentepohlia (Trentepohlia) speiseri
Trentepohlia (Trentepohlia) speiseri is een tweevleugelige uit de familie steltmuggen (Limoniidae). De soort komt voor in het Afrotropisch en Oriëntaals gebied.